# اچ‌ام‌اس ادوایس (۱۶۵۰)
اچ‌ام‌اس ادوایس (۱۶۵۰) (به انگلیسی: HMS Advice (1650)) یک کشتی است که طول آن ۱۰۰ فوت (۳۰٫۵ متر) می‌باشد.